# Hubert Wachter

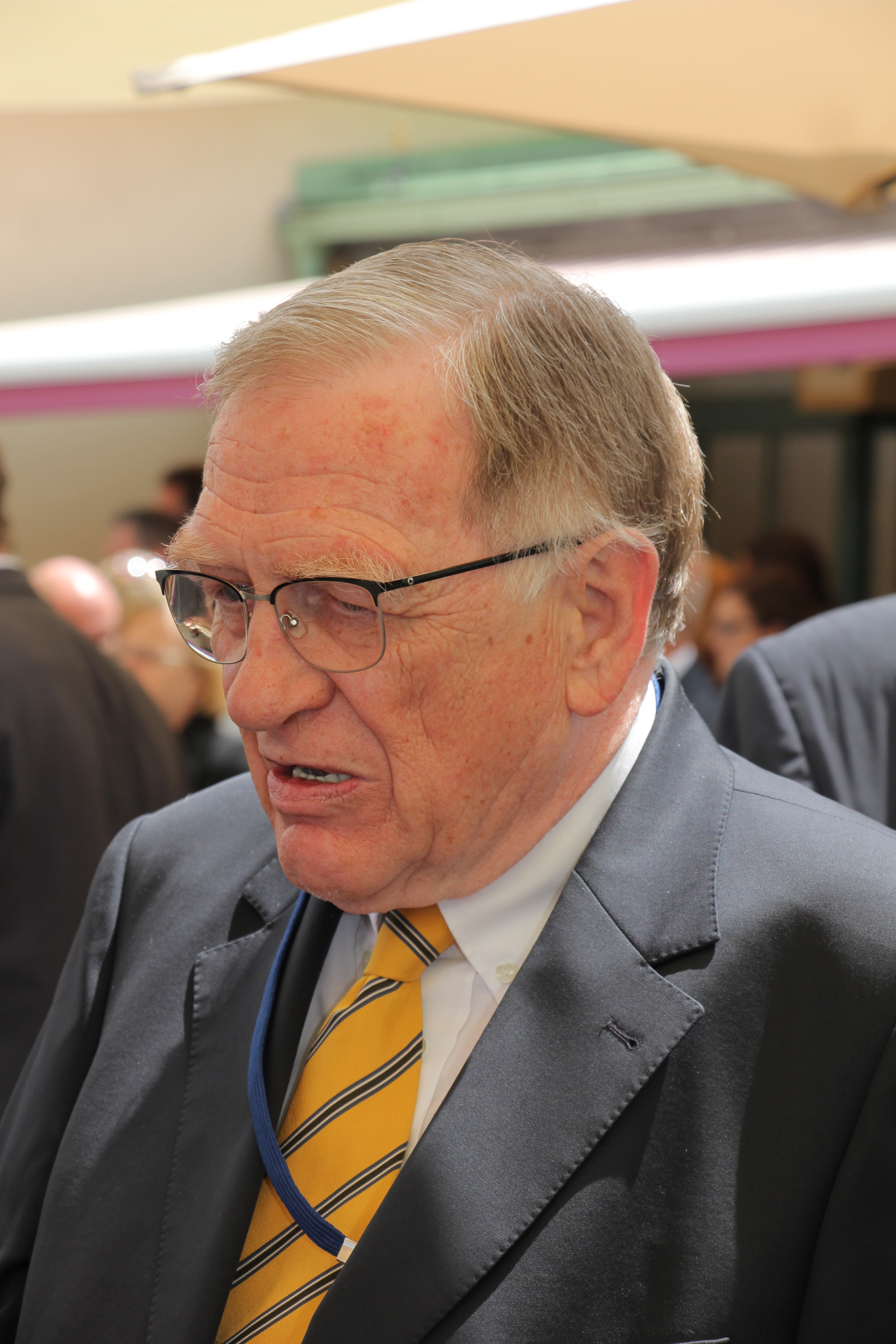
Hubert Wachter (2018)

Hubert Wachter (* 20. Jänner 1950 in Gars am Kamp) ist ein österreichischer Journalist, Publizist und Autor. 1992 war er Gründungsmitglied des österreichischen Nachrichtenmagazins News.

## Werdegang
Hubert Wachter begann seine journalistische Laufbahn im Februar 1970 bei den Niederösterreichischen Nachrichten (NÖN). Damals arbeitete Wachter als Redakteur im Niederösterreichischen Pressehaus in Sankt Pölten. Ab 1976 war er Chef vom Dienst der NÖN unter der Chefredaktion von Hans Ströbitzer. Von 1973 bis 1979 war er außerdem Vize-Betriebsratsobmann des Niederösterreichischen Pressehauses mit damals 450 Mitarbeitern.
Im Jahr 1979 wechselte Wachter zur Tageszeitung Kurier nach Wien, damals unter der Chefredaktion von Gerd Leitgeb. Anfangs als Redakteur für Niederösterreich zuständig wechselte er kurz darauf in die innenpolitische Redaktion. Ab 1985 war er als politischer Kolumnist tätig und kurze Zeit später Mitglied der Kurier-Chefredaktion. Von 1984 bis 1989 war Wachter Vorsitzender des Redakteurs-Ausschusses der Tageszeitung Kurier für alle rund 160 angestellten Redakteure.
Zwischen 1990 und 1992 kehrte der österreichische Journalist nach Niederösterreich zurück, wo er Vize-Chefredakteur der NÖN im Niederösterreichischen Pressehaus wurde und darüber hinaus die Landeszeitung Der Niederösterreicher gründete. Im April 1992 wechselte er erneut nach Wien, wo er Gründungsmitglied des österreichischen Nachrichtenmagazins News mit den damaligen Eigentümern Wolfgang Fellner und Helmut Fellner und dem Springer-Verlag Berlin war. Seit 2006 war Wachter Senior Editor des Wochenmagazins.
Gastkommentare schreibt Hubert Wachter heute unter anderem für die österreichische Bauerzeitung (seit 2010). Seit 2014 ist er zudem Gastkommentator beim lokalen TV-Sender P3tv, wo er im Jahr 2015 auch eine eigene, monatlich ausgestrahlte TV-Sendung mit dem Titel Auf ein Wort, ein 30-minütiges Talk-Format, hat.

## Persönliches
Als Sohn von Leopoldine und Josef Wachter – sein Vater war Molkereidirektor beim Milchring Niederösterreich-Mitte, der Molkerei Obergrafendorf sowie beim Niederösterreichischen Molkereiverband – besuchte Hubert Wachter die Pflichtschule und die Handelsakademie in Sankt Pölten. Bevor er seinen Weg in den Journalismus fand, absolvierte Wachter 1969 den Wehrdienst (EF) in Hörsching und in Langenlebarn.
Wachter hat eine Tochter und ist ledig. Zu seinen Fremdsprachenkenntnissen zählen Englisch sowie Französisch.
2015 trat der österreichische Publizist und Autor die reguläre Alterspension an, ist aber noch immer journalistisch aktiv.

## Publikationen
Zu Wachters Publikationen zählen:
- Erwin Pröll, die Zukunft ist kein Geschenk. Ueberreuter-Verlag, Wien 1992.
- Kurt Krenn, Gottes eherne Faust. Orac-Verlag, Wien 1993
- Alois Mock, ein Leben für Österreich. Verlag NÖ Pressehaus, St. Pölten 1994.

## Auszeichnungen
- Goldenes Verdienstzeichen der Republik Österreich, für publizistische Leistungen im Rahmen des EU-Beitritts Österreichs, verliehen von Bundespräsident Thomas Klestil (5. Dezember 1995)
- Staatspreis für publizistische Leistungen im Interesse der Geistigen Landesverteidigung, verliehen von Unterrichtsministerin Elisabeth Gehrer (23. September 1997)
- Berufstitel „Professor“ für Verdienste um Erwachsenenbildung im Bereich Politik und EU-Angelegenheiten, verliehen von Bundespräsident Thomas Klestil (14. April 2004)
- Großes Goldenes Ehrenzeichen für Verdienste um das Bundesland Niederösterreich, verliehen von Landeshauptmann Erwin Pröll (23. Februar 2010)[1]
- Ehrenpreis des niederösterreichischen Journalistenclubs (2014)
- Ehrenzeichen der Landeshauptstadt St. Pölten (29. März 2016), verliehen von Bürgermeister Matthias Stadler.